# Not Another Love Song
Not Another Love Song è un singolo della cantante britannica Ella Mai, pubblicato il 2 ottobre 2020 come primo estratto dal secondo album in studio Heart on My Sleeve.

## Tracce
Testi e musiche di Ella Mai Howell, Jahaan Sweet, Matthew Samuels, Khristopher Riddick-Tynes, Leon Thomas III e Varren Wade.
1. Not Another Love Song – 3:37